# Sherm Lollar
John Sherman Lollar (Durham, Arkansas, 23 de agosto de 1924-Springfield, Misuri, 24 de septiembre de 1977), más conocido como Sherm Lollar, fue un jugador profesional estadounidense de béisbol que se desempeñó en la posición de cácher en las Grandes Ligas de Béisbol (MLB). Es poseedor de tres Guantes de Oro.

## Carrera
Lollar jugó como profesional una temporada en Cleveland Indians (1946), después pasó a New York Yankees (1947-1948), luego a St. Louis Browns (1949-1951), posteriormente a Chicago White Sox, donde jugó doce temporadas (1952-1963), y fue el equipo en el que se retiró.

## Premios
Fue galardonado con el Guante de Oro en tres oportunidades (1957, 1958 y 1959).